# Eriastrum eremicum
Eriastrum eremicum är en blågullsväxtart som först beskrevs av Jepson, och fick sitt nu gällande namn av Mason. Eriastrum eremicum ingår i släktet Eriastrum och familjen blågullsväxter.

## Underarter
Arten delas in i följande underarter:
- E. e. eremicum
- E. e. yageri
- E. e. zionis

## Bildgalleri

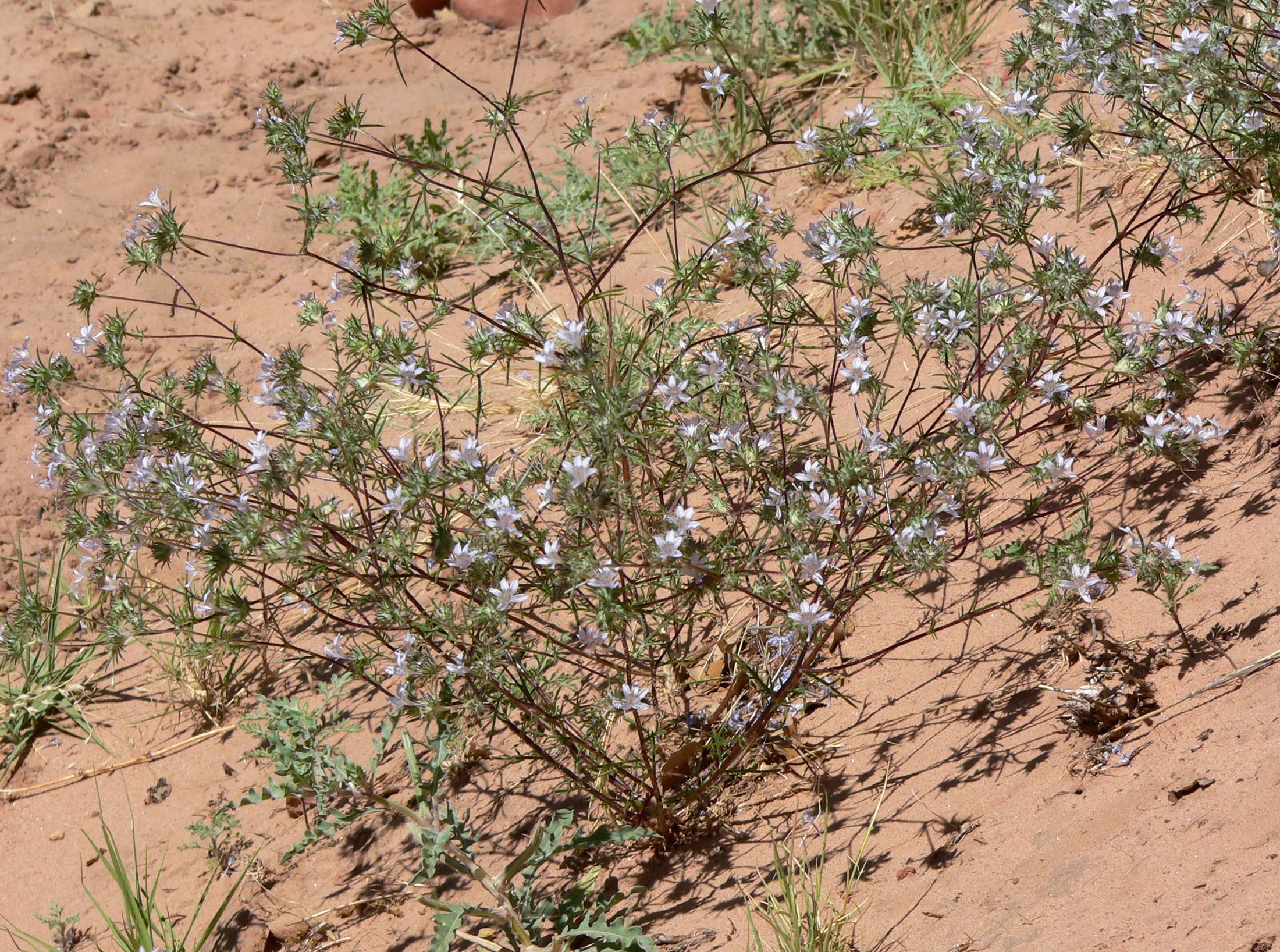
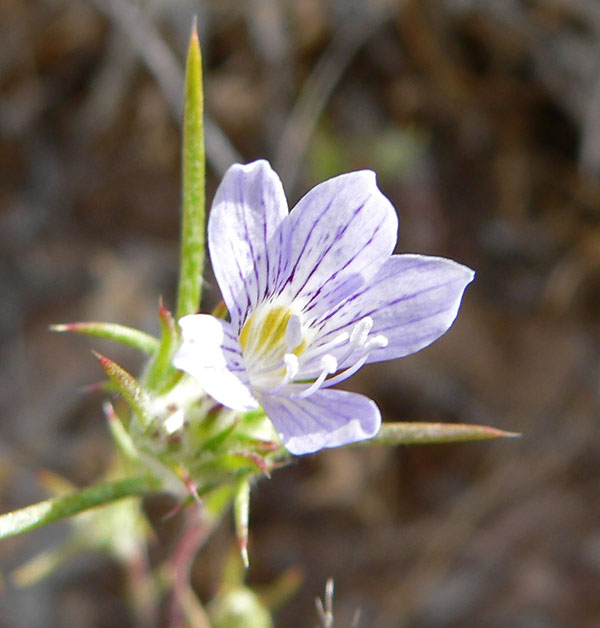
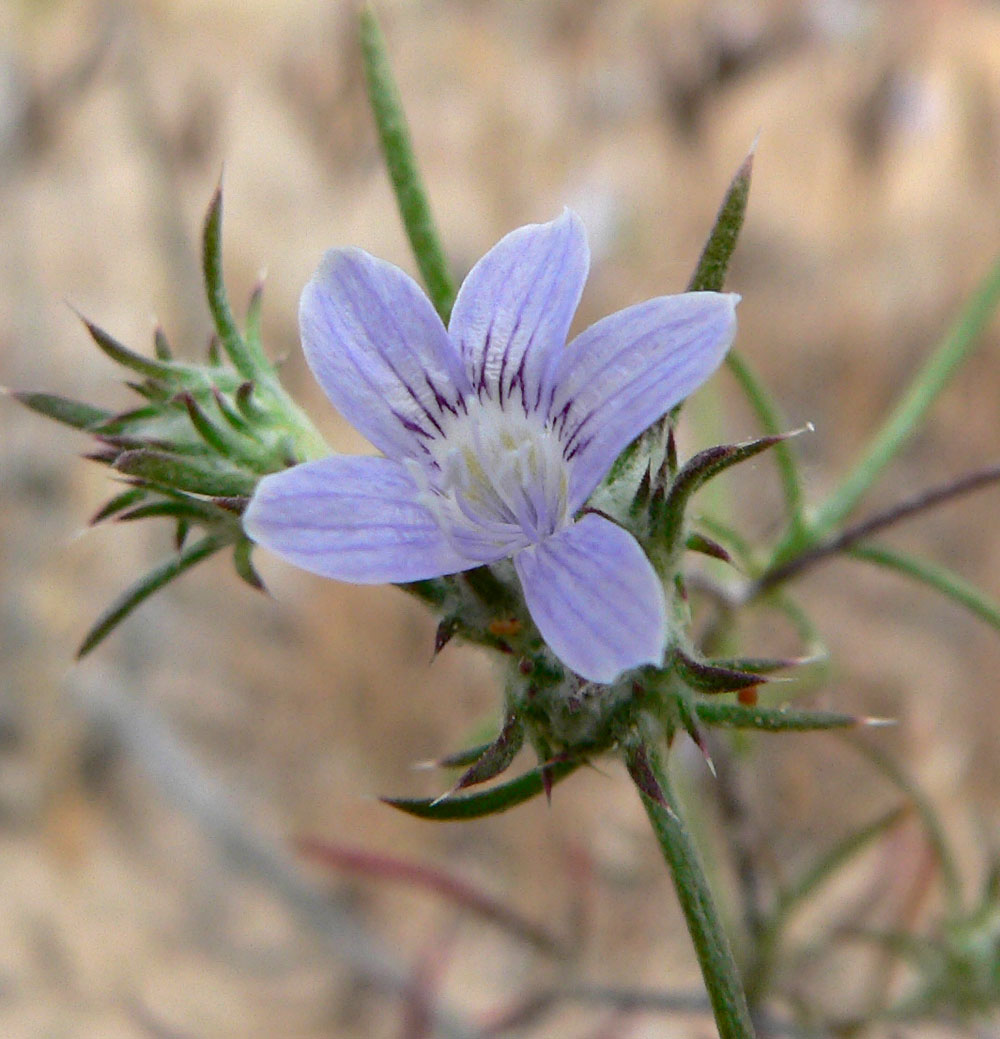
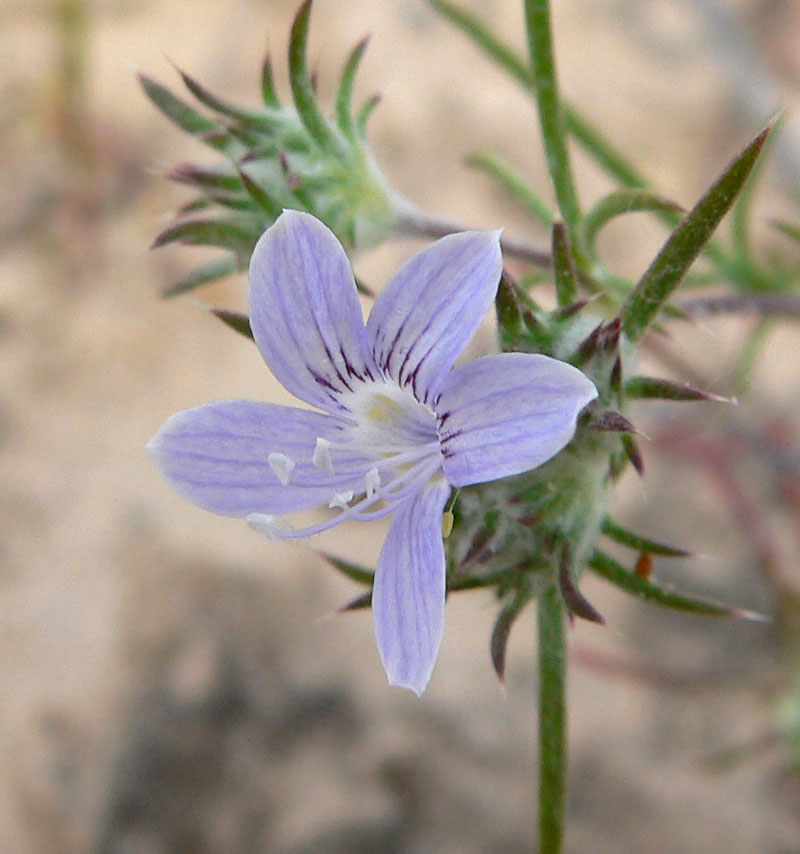
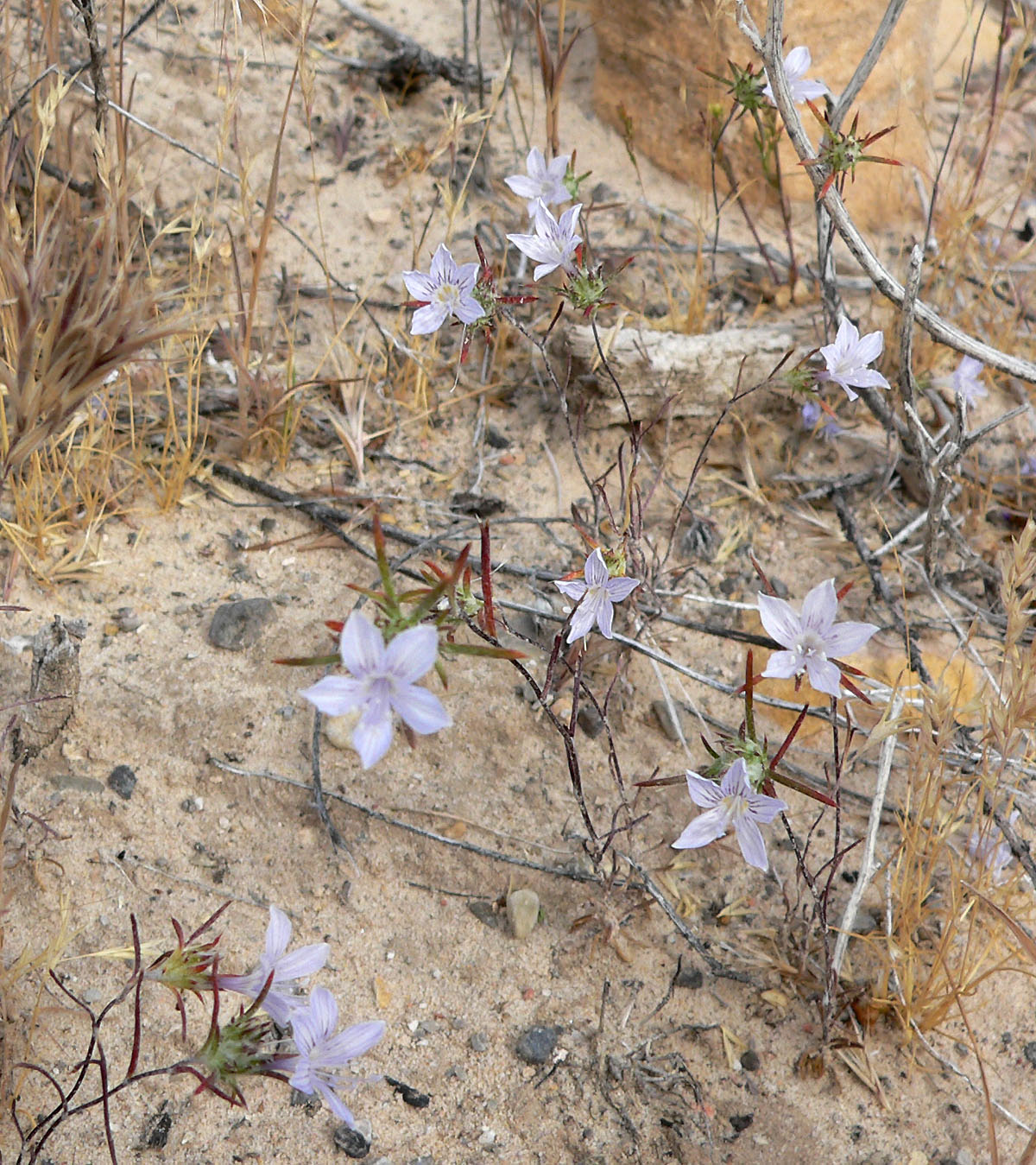
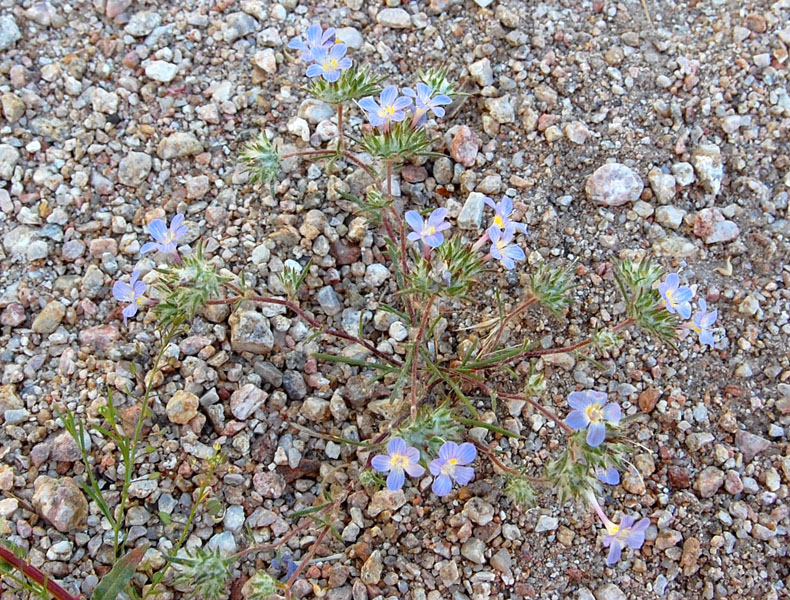